# Mianmar címere

Mianmar címere

A Mianmar címerének a közepén, kör alakú kék pajzson, a fogaskerék és rizsszál látható aranyszínű koszorúval körülvéve. A fogaskeréken belül az ország térképe látható. A pajzs felett egy ötágú fehér csillag van, alul olvasható az ország neve egy vörös szalagon, amelyen kék oroszlánok ülnek.

## Galéria

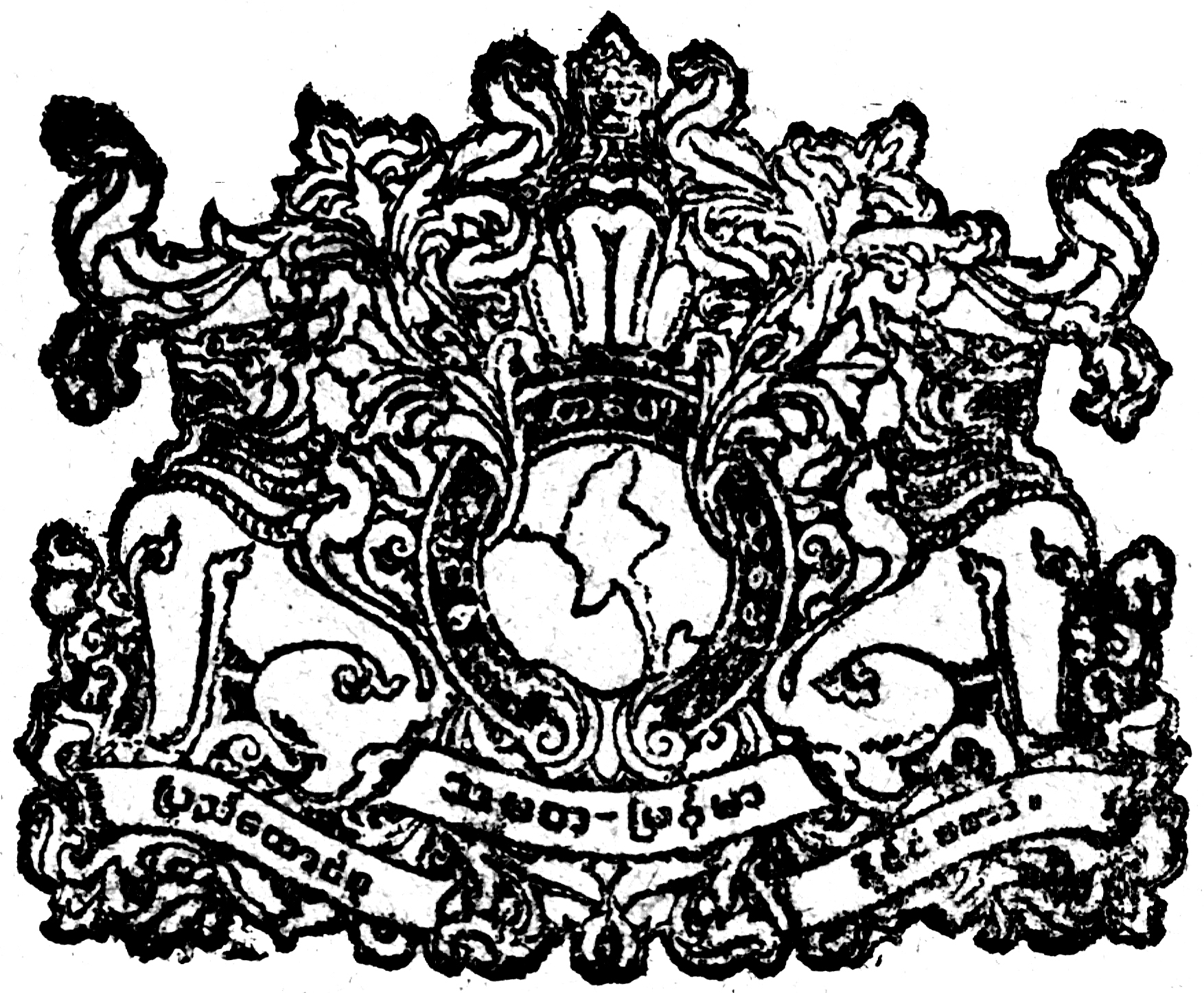
1949-1974
1974-1989
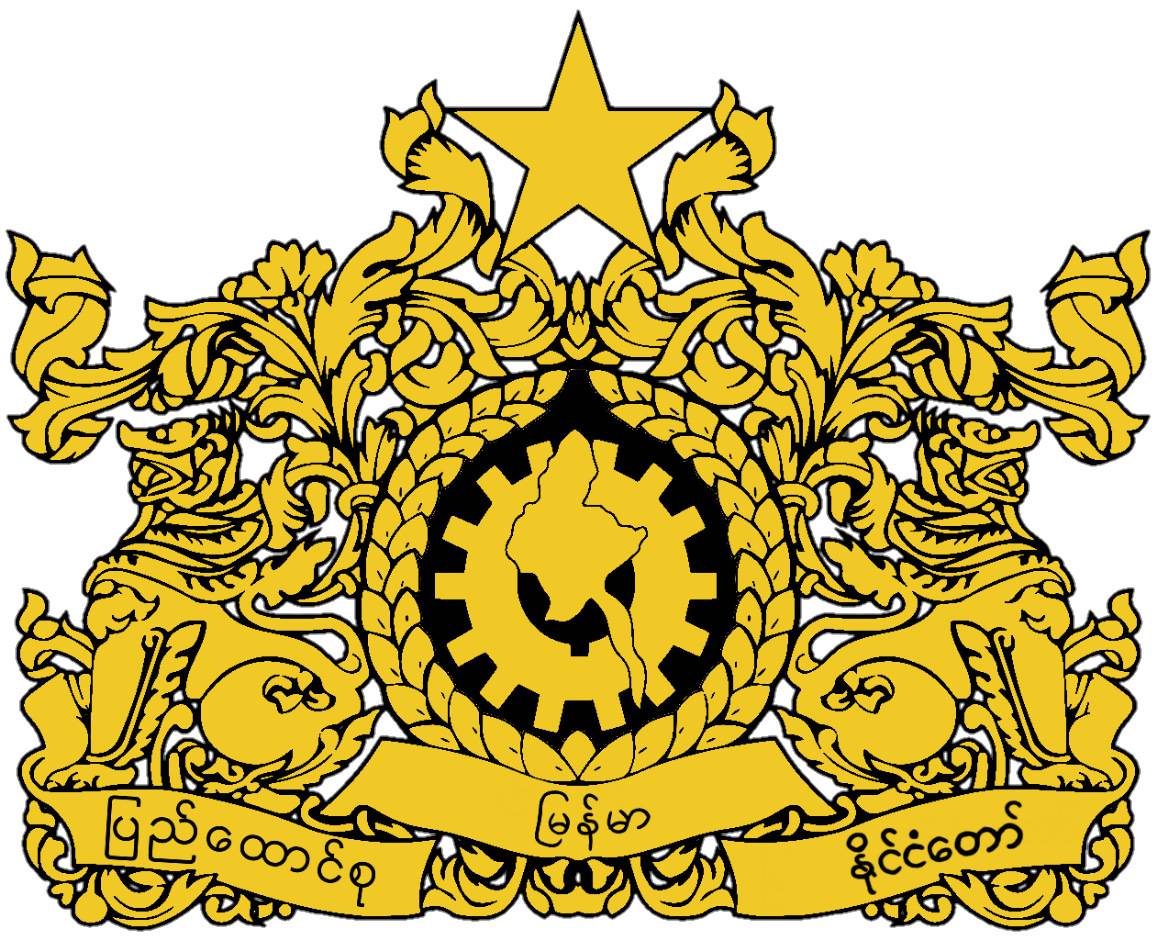
1989-2008